# Pamela London
Pamela London (sinh ngày 23 tháng 9 năm 1973) là một nữ võ sĩ đến từ Guyana. Cô là thành viên của một nhóm nữ võ sĩ trẻ đến từ đất nước quê hương cô.

## Nghề nghiệp
Vào ngày 29 tháng 8 năm 2003, London đã bắt đầu thi đấu chuyên nghiệp, hòa (đồng số điểm) sau bốn hiệp với Geraldine Cox, một chiến binh Guyalia đầy triển vọng khác, người sau này sẽ trở thành đối thủ chung của Luân Đôn.
Cô lại đối mặt với Cox trong một trận đấu chuyên nghiệp thứ hai, thua sau bốn hiệp bởi một quyết định nhất trí từ tổ trọng tài trong trận đấu thứ hai này, được tổ chức vào ngày 1 tháng 11.
Vào ngày 26 tháng 12, London đã có chiến thắng đầu tiên, đánh bại Shelly Gibson sau bốn hiệp tại Georgetown.
London bắt đầu năm 2004 vào ngày 1 tháng 2 bằng cách đánh bại Shondell Park sau tám hiệp, một lần nữa ở Georgetown. Sau chiến thắng này, London đã được IWBF xếp hạng trong số mười ứng cử viên hàng đầu trong hạng mục Hạng nặng của nữ.
Vào ngày 16 tháng 4, cô đã đánh bại Krystal Lessey bằng một quyết định nhất trí từ tổ trọng tài, tiếp tục nâng cao tình trạng của cô trở thành một người thách đấu vô địch.
Trận đấu thứ ba của cô với Cox diễn ra vào ngày 21 tháng 5 và London đã giành được một danh hiệu bằng cách đánh bại Cox, một lần nữa bằng quyết định.
Lần tham gia danh hiệu thế giới đầu tiên của cô đến vào ngày 28 tháng 11, khi cô gặp Martha Salazar cho danh hiệu hạng nặng thế giới của IWBF. Một lần nữa chiến đấu trước đám đông tại sân nhà của mình, London đã thua khi cô bị Salazar hạ gục sau bảy hiệp.
London đã thua khi bị loại trực tiếp bởi Natascha Ragosina vào năm 2009 khi đang tranh giành danh hiệu hạng nặng thế giới WIBF.
Pamela London thể hiện thành tích 6 trận thắng, 5 trận thua và 1 trận hòa với võ sĩ chuyên nghiệp, với một chiến thắng bằng hình thức knockout.